# You Wanna Be Americano
You Wanna Be Americano (Tú quieres ser americano) es una canción de Lou Bega. Es una versión en idioma inglés de la canción Tu vuò fà l'americano del cantante italiano Renato Carosone. La versión de Bega comienza con un fragmento deThe Star-Spangled Banner. You Wanna Be Americano alcanzó el puesto nº38 en la Lista Italiana de Sencillos.

## Lista de canciones
Sencillos de CD
1. "You Wanna Be Americano" - 3:11
2. "Return of "A Little Bit"" - 3:49

Otros Sencillos
1. "You Wanna Be Americano" (Album Version) - 20:12
2. "You Wanna Be Americano" (Danny Labana Remix) - 3:11
3. "You Wanna Be Americano" (Tommy Gunn Remix) - 3:00
4. "Bachata" (Tommy Gunn - Raggatone Remix) - 13:37
5. "Call Your Name" - 2:52

- Datos: Q8057572